# Teresa Zalewska (neuropatolog)
Teresa Maria Zalewska z domu Paczyńska (ur. 19 czerwca 1939 w Warszawie) – polska farmaceutka, neuropatolog, profesor nauk medycznych. 

## Życiorys
W 1956 roku ukończyła Liceum im. gen. Józefa Sowińskiego w Warszawie. Ukończyła studia na Wydziale Farmacji Akademii Medycznej w Warszawie. Związana naukowo z Instytutem Medycyny Doświadczalnej i Klinicznej PAN. Początkowo pracowała w Zakładzie Neuropatologii PAN, a następnie w Zakładzie Neurochemii Centrum Medycyny Doświadczalnej i Klinicznej PAN na stanowisku adiunkta i zastępcy kierownika zespołu. W 1978 roku uzyskała stopień doktora nauk farmaceutycznych, a w 1998 habilitację. W 2012 roku uzyskała tytuł naukowy profesora nauk medycznych.
Uzyskała medal im. profesora Mirosława J. Mossakowskiego, Nagrodę Zespołową Sekretarza Naukowego PAN oraz Nagrodę Prezesa PAN. Jest członkinią Polskiego Towarzystwa Biochemicznego, Polskiego Towarzystwa Badań Układu Nerwowego, Stowarzyszenia Neuropatologów Polskich, Międzynarodowego Towarzystwa Neuropatologicznego, Polskiego Towarzystwa Biologii Komórki oraz Europejskiego Towarzystwa Neurochemicznego. 
Jest zamężna, ma dwoje dzieci.